# Kosovo en los Juegos Olímpicos de Pyeongchang 2018
Kosovo estuvo representado en los Juegos Olímpicos de Pyeongchang 2018 por un deportista masculino que compitió en esquí alpino.
El portador de la bandera en la ceremonia de apertura fue el esquiador alpino Albin Tahiri. El equipo olímpico kosovar no obtuvo ninguna medalla en estos Juegos.